# Afristivalius afer
Afristivalius afer är en loppart som först beskrevs av Rothschild 1908.  Afristivalius afer ingår i släktet Afristivalius och familjen Stivaliidae. Inga underarter finns listade i Catalogue of Life.